# Kanton Asfeld
Asfeld is een voormalig kanton van het Franse departement Ardennes. Het kanton maakte deel uit van het arrondissement Rethel tot het op 1 januari 2015 gelijk met het aangrenzende kanton Juniville werd opgeheven. De gemeenten van beide opgeheven kantons werden toegevoegd aan het eveneens aangrenzende kanton Château-Porcien.

## Gemeenten
Het kanton Asfeld omvatte de volgende gemeenten:
- Aire
- Asfeld (hoofdplaats)
- Avaux
- Balham
- Bergnicourt
- Blanzy-la-Salonnaise
- Brienne-sur-Aisne
- L'Écaille
- Gomont
- Houdilcourt
- Poilcourt-Sydney
- Roizy
- Saint-Germainmont
- Saint-Remy-le-Petit
- Sault-Saint-Remy
- Le Thour
- Vieux-lès-Asfeld
- Villers-devant-le-Thour